# باغ‌وحش تفلیس

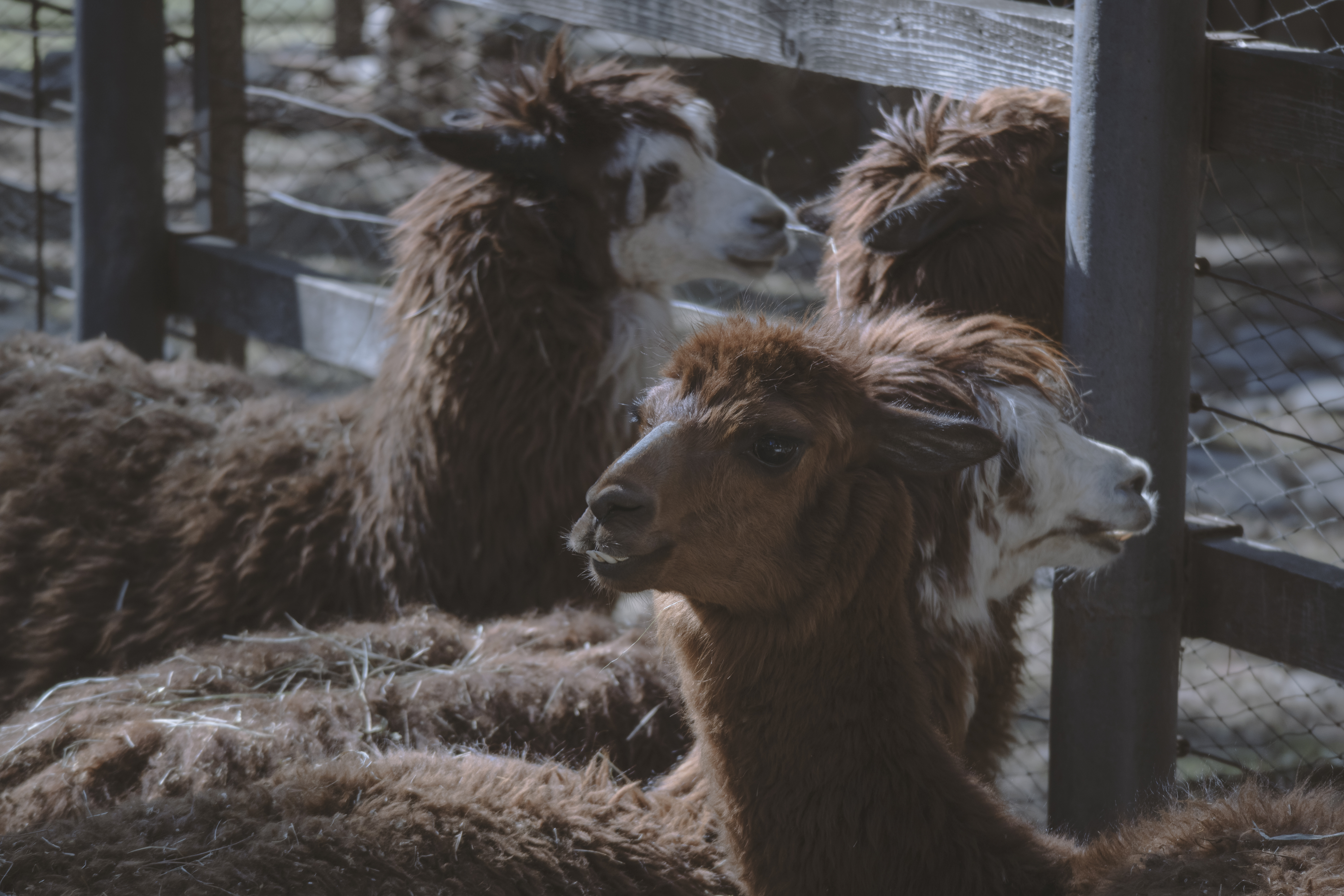
قفس شترها در باغ‌وحش شهر تفلیس پایتخت گرجستان

باغ‌وحش تفلیس (گرجی: თბილისის ზოოლოგიური პარკი) بزرگ‌ترین و قدیمی‌ترین باغ‌وحش در کشور گرجستان است که در شهر تفلیس قرار دارد.
این باغ‌وحش که در سال ۱۹۲۷ تأسیس شده دارای ۱۲۰ هکتار وسعت و ۳۰۰ گونه جانوری است. سیل ۲۰۱۵ تفلیس خسارات زیادی به این باغ‌وحش وارد کرد.

## نگارخانه

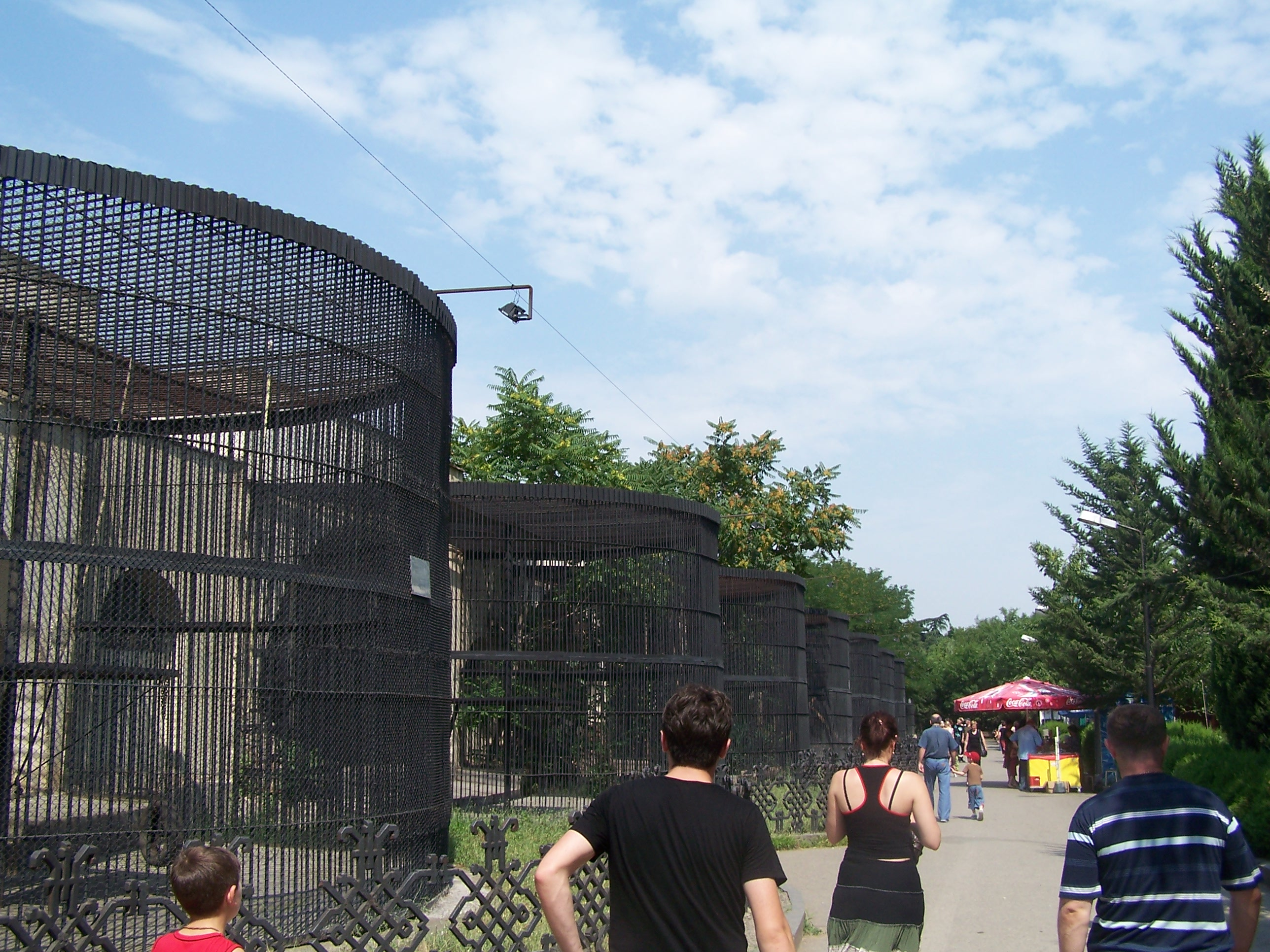
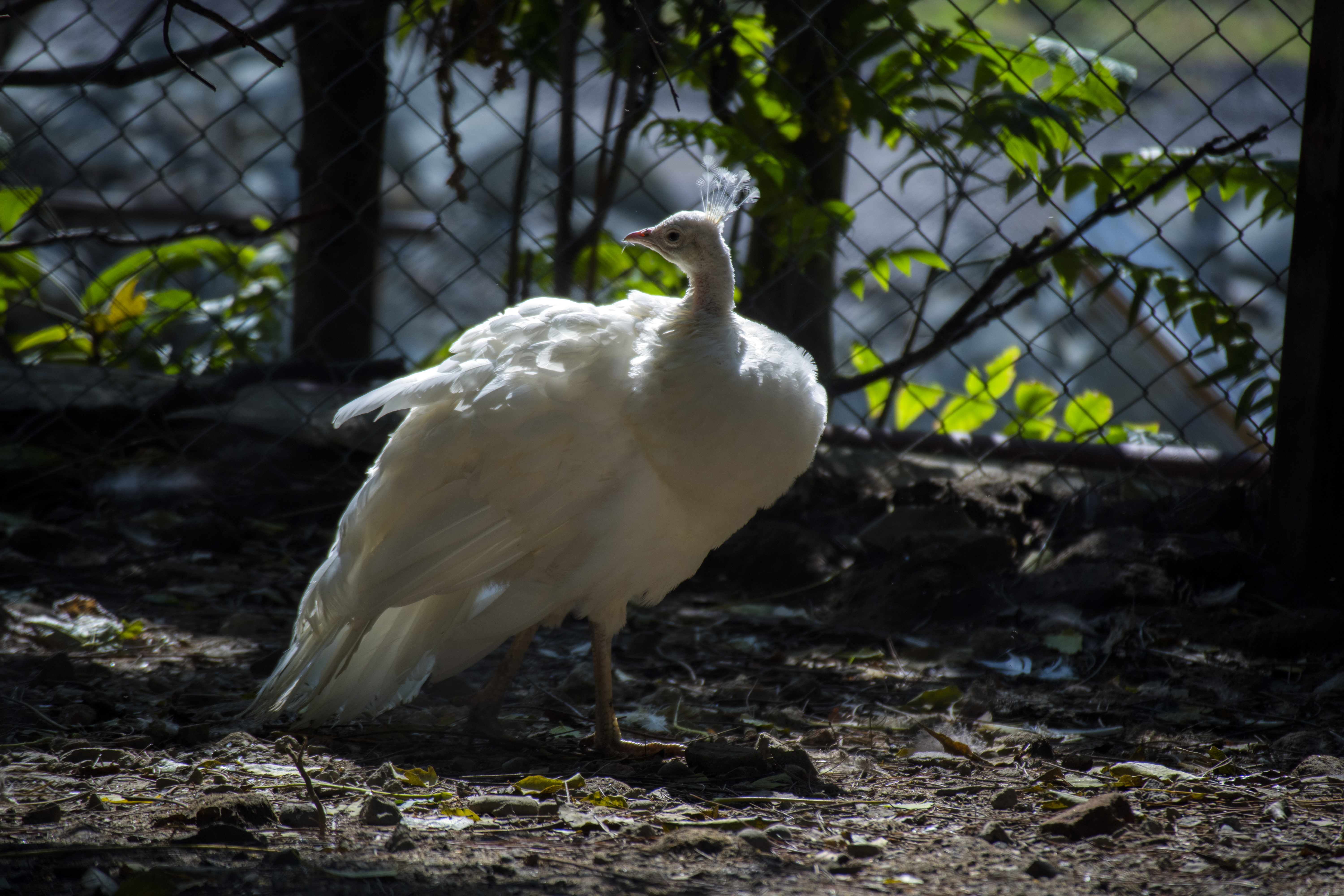
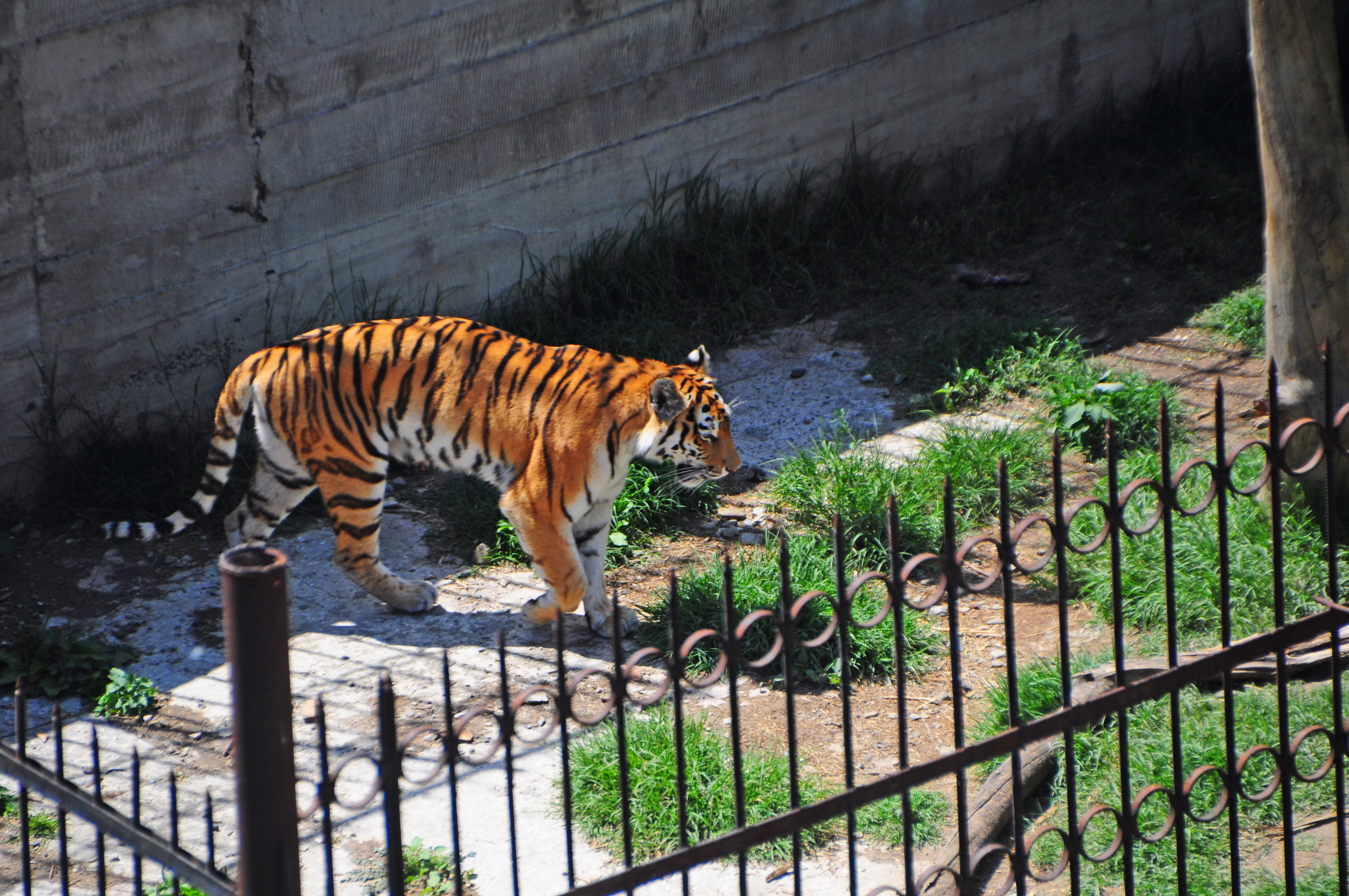
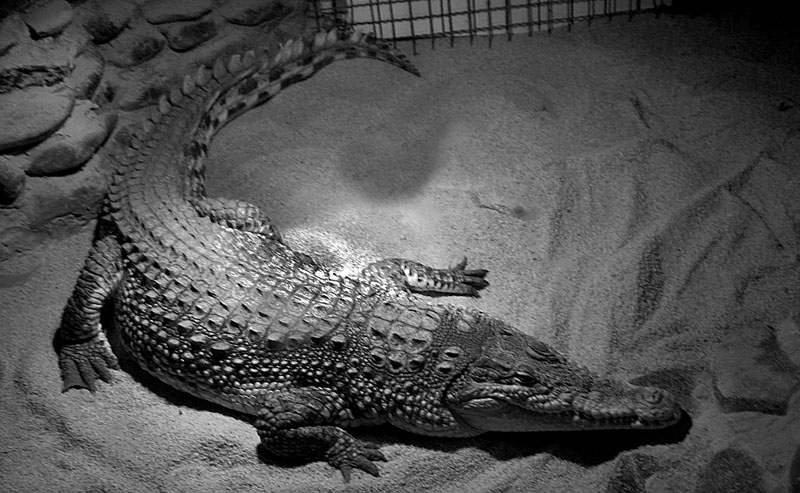
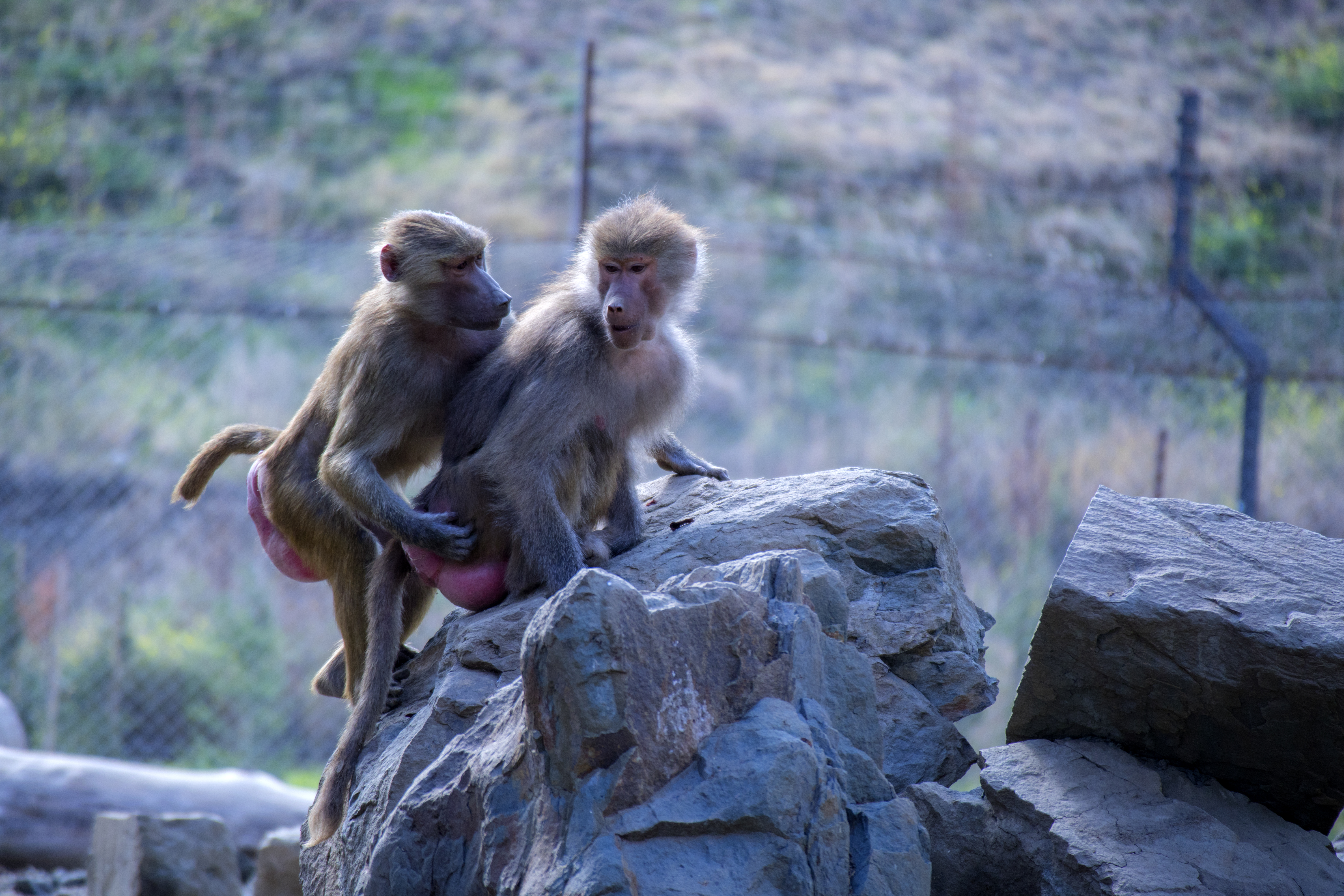
قفس میمون‌ها در باغ وحش تفلیس
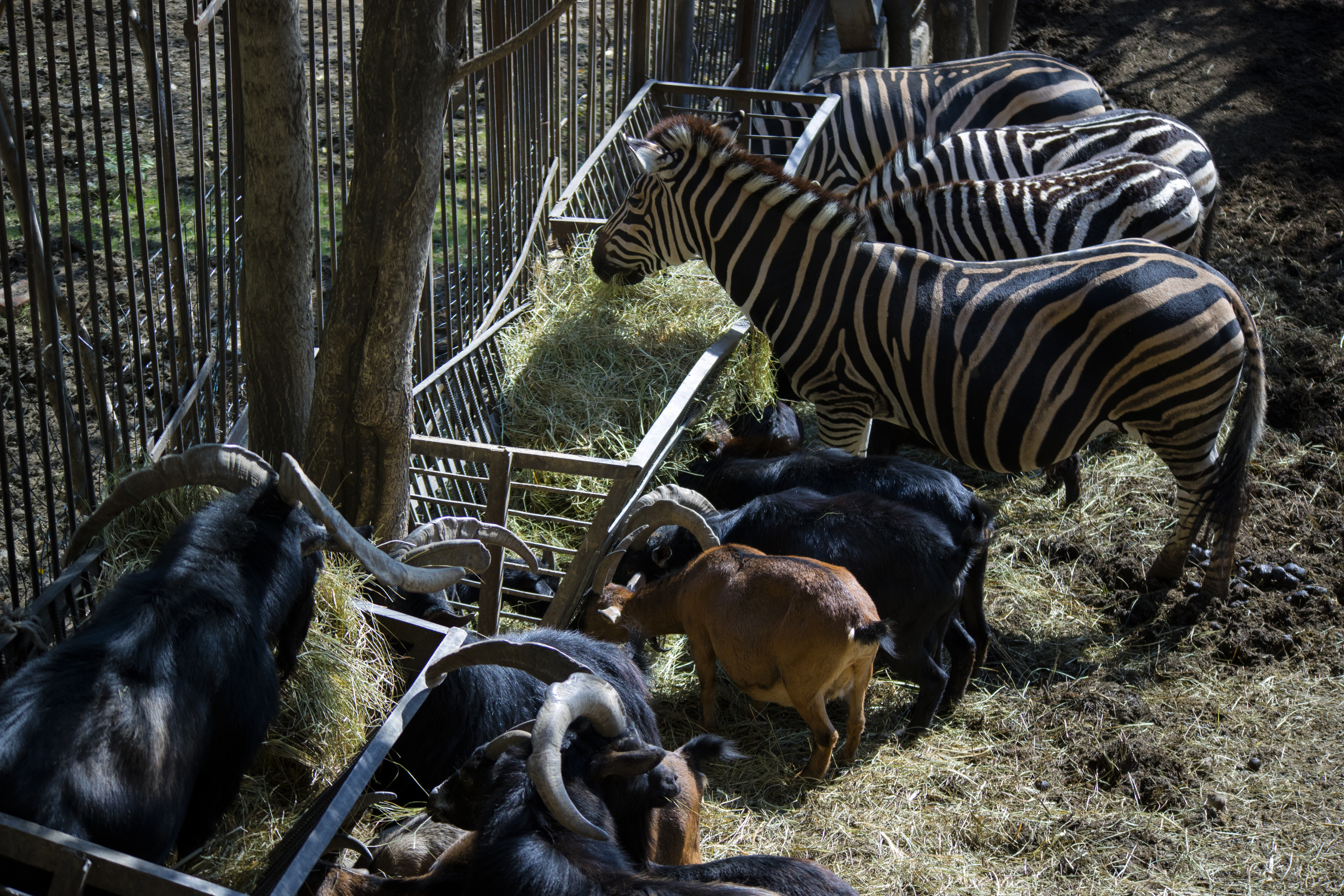
قفس گورخرهای آفریقایی در باغ وحش تفلیس
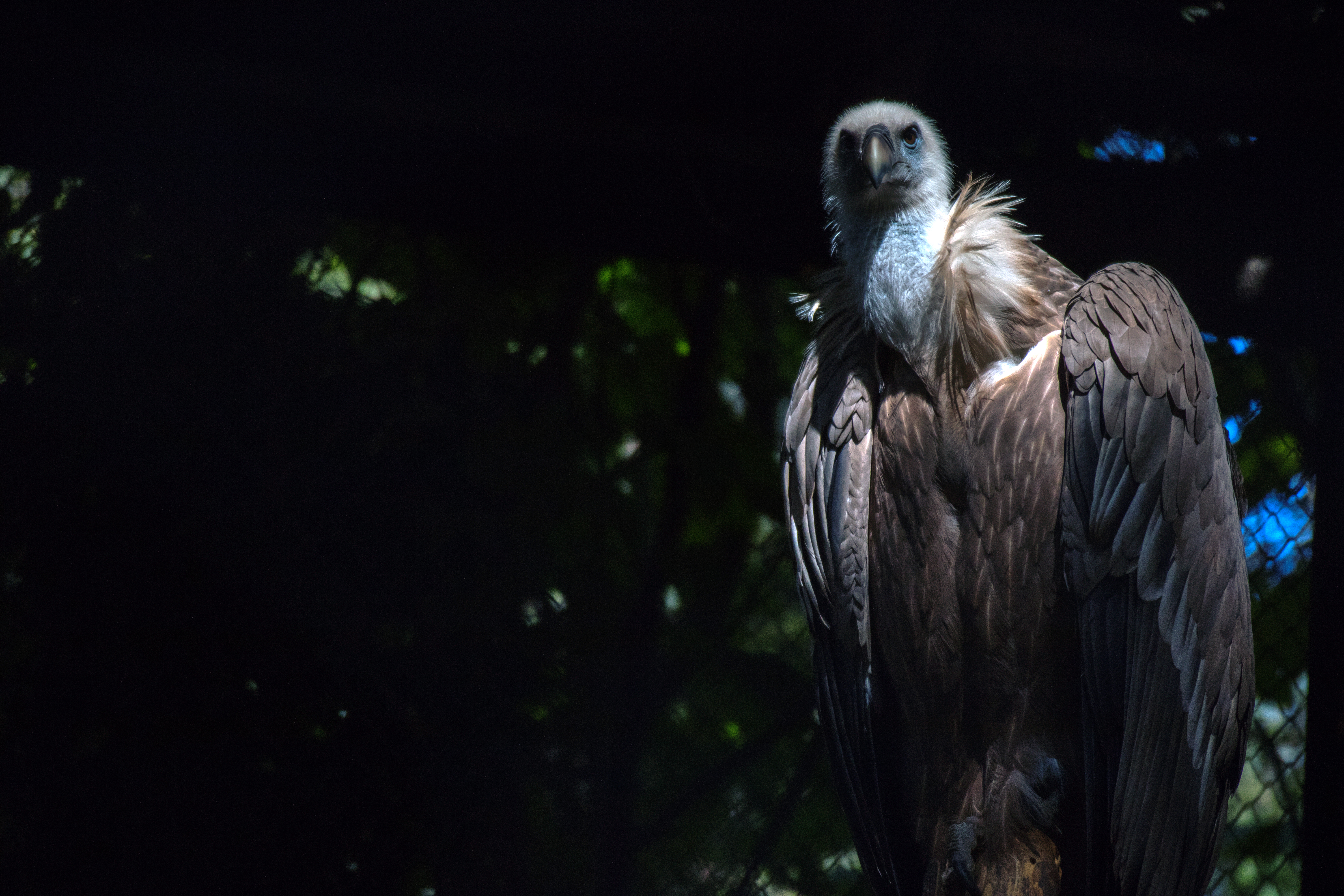
قفس لاشخور در باغ وحش تفلیس